# FIS Cup w skokach narciarskich 2024/2025
FIS Cup w skokach narciarskich 2024/2025 – 20. edycja FIS Cupu, która rozpoczęła się 9 sierpnia 2024 w Hinterzarten, a zakończyła 21 marca 2025 w Zakopanem. Rozegrano 28 konkursów.
Pierwotnie zaplanowanych zostało 31 konkursów indywidualnych (15 w letniej części sezonu oraz 16 w zimowej). Wśród nich znajdowały się zawody w nieustalonej lokalizacji w Słowenii w dniach 25–26 stycznia 2025, które ostatecznie nie zostały przeprowadzone.
Pierwszy konkurs w Kanderstegu, zaplanowany na 7 grudnia 2024, został odwołany z powodu intensywnych opadów śniegu.
Konkursy zaplanowane na 8–9 lutego 2025, które pierwotnie miały być rozegrane w Villach, zostały przeniesione do Eisenerz.

## Kalendarz i wyniki
| Źródło               | Źródło               | Źródło                 | Źródło               | Źródło               | Źródło             | Źródło                       | Źródło                               |
| Lp.                  | Data                 | Miejscowość            | HS                   | Uwagi                | 1. miejsce         | 2. miejsce                   | 3. miejsce                           |
| -------------------- | -------------------- | ---------------------- | -------------------- | -------------------- | ------------------ | ---------------------------- | ------------------------------------ |
| 1.                   | 9 sierpnia 2024      | Hinterzarten           | HS109                | –                    | Hannes Landerer    | Julijan Smid                 | André Fussenegger                    |
| 2.                   | 10 sierpnia 2024     | Hinterzarten           | HS109                | –                    | Hannes Landerer    | Julijan Smid                 | Simon Steinbeißer                    |
| 3.                   | 23 sierpnia 2024     | Frenštát pod Radhoštěm | HS106                | –                    | Julijan Smid       | Janni Reisenauer             | Markus Müller                        |
| 4.                   | 24 sierpnia 2024     | Frenštát pod Radhoštěm | HS106                | –                    | André Fussenegger  | Julijan Smid                 | Ulrich Wohlgenannt                   |
| 5.                   | 31 sierpnia 2024     | Szczyrk                | HS104                | –                    | Niklas Bachlinger  | Szymon Byrski                | Emanuel Schmid                       |
| 6.                   | 1 września 2024      | Szczyrk                | HS104                | –                    | Raffael Zimmermann | David Haagen                 | Niklas Bachlinger                    |
| 7.                   | 7 września 2024      | Kranj                  | HS109                | –                    | Julijan Smid       | Stefan Rainer                | Markus Müller                        |
| 8.                   | 8 września 2024      | Kranj                  | HS109                | –                    | Stefan Rainer      | Julijan Smid                 | Markus Müller                        |
| 9.                   | 14 września 2024     | Villach                | HS98                 | –                    | Marco Wörgötter    | Ulrich Wohlgenannt           | Felix Hoffmann                       |
| 10.                  | 15 września 2024     | Villach                | HS98                 | –                    | Ulrich Wohlgenannt | Marco Wörgötter              | Kacper Tomasiak                      |
| 11.                  | 28 września 2024     | Einsiedeln             | HS117                | –                    | Ulrich Wohlgenannt | Timon-Pascal Kahofer         | Stefan Rainer                        |
| 12.                  | 29 września 2024     | Einsiedeln             | HS117                | –                    | Stefan Rainer      | Ulrich Wohlgenannt           | Timon-Pascal Kahofer                 |
| 13.                  | 4 października 2024  | Otepää                 | HS97                 | –                    | Martin Hamann      | Szymon Byrski                | Łukasz Łukaszczyk                    |
| 14.                  | 5 października 2024  | Otepää                 | HS97                 | –                    | Martin Hamann      | Szymon Byrski                | Łukasz Łukaszczyk                    |
| 15.                  | 6 października 2024  | Otepää                 | HS97                 | –                    | Nikolaus Humml     | Łukasz Łukaszczyk            | Sebastian Østvold                    |
| —                    | 7 grudnia 2024       | Kandersteg             | HS106                | [ a ]                | odwołany           | odwołany                     | odwołany                             |
| 16.                  | 8 grudnia 2024       | Kandersteg             | HS106                | –                    | Simon Steinberger  | Niklas Bachlinger            | Yanick Wasser                        |
| 17.                  | 13 grudnia 2024      | Notodden               | HS98                 | –                    | Simon Steinberger  | Niklas Bachlinger            | Rok Oblak                            |
| 18.                  | 14 grudnia 2024      | Notodden               | HS98                 | –                    | Niklas Bachlinger  | Simon Steinberger            | Clemens Leitner                      |
| 19.                  | 4 stycznia 2025      | Falun                  | HS100                | –                    | Clemens Leitner    | Julijan Smid                 | Rok Oblak                            |
| 20.                  | 5 stycznia 2025      | Falun                  | HS100                | –                    | Julijan Smid       | Ulrich Wohlgenannt           | Niklas Bachlinger                    |
| 21.                  | 1 lutego 2025        | Szczyrk                | HS104                | –                    | Clemens Leitner    | Raffael Zimmermann           | Francisco Mörth                      |
| 22.                  | 2 lutego 2025        | Szczyrk                | HS104                | –                    | Ulrich Wohlgenannt | Francisco Mörth              | Kacper Tomasiak                      |
| 23.                  | 8 lutego 2025        | Eisenerz               | HS109                | [ b ]                | Raffael Zimmermann | Francisco Mörth              | Ulrich Wohlgenannt Louis Obersteiner |
| 24.                  | 9 lutego 2025        | Eisenerz               | HS109                | [ b ]                | Clemens Leitner    | Hannes Landerer              | Francisco Mörth                      |
| 25.                  | 1 marca 2025         | Oberhof                | HS100                | –                    | Clemens Leitner    | Raffael Zimmermann           | Julijan Smid                         |
| 26.                  | 2 marca 2025         | Oberhof                | HS100                | –                    | Julijan Smid       | Stefan Rainer                | Clemens Leitner                      |
| 27.                  | 20 marca 2025        | Zakopane               | HS140                | –                    | Francisco Mörth    | Louis Obersteiner Remo Imhof | —                                    |
| 28.                  | 21 marca 2025        | Zakopane               | HS140                | –                    | Louis Obersteiner  | Žiga Jančar                  | Rok Oblak                            |
| Klasyfikacja końcowa | Klasyfikacja końcowa | Klasyfikacja końcowa   | Klasyfikacja końcowa | Klasyfikacja końcowa | Julijan Smid       | Ulrich Wohlgenannt           | Stefan Rainer                        |

## Statystyki indywidualne
| Źródło | Źródło            | Źródło             | Źródło                       | Źródło                       | Źródło        | Źródło       | Źródło     | Źródło     | Źródło        | Źródło        | Źródło           | Źródło           | Źródło      | Źródło      | Źródło      | Źródło          | Źródło         | Źródło         | Źródło     | Źródło     | Źródło       | Źródło       | Źródło        | Źródło        | Źródło       | Źródło       | Źródło         | Źródło         |
| Zawodnik | Hinterzarten 9.08 | Hinterzarten 10.08 | Frenštát pod Radhoštěm 23.08 | Frenštát pod Radhoštěm 24.08 | Szczyrk 31.08 | Szczyrk 1.09 | Kranj 7.09 | Kranj 8.09 | Villach 14.09 | Villach 15.09 | Einsiedeln 27.09 | Einsiedeln 28.09 | Otepää 4.10 | Otepää 5.10 | Otepää 6.10 | Kandersteg 8.12 | Notodden 13.12 | Notodden 14.12 | Falun 4.01 | Falun 5.01 | Szczyrk 1.02 | Szczyrk 2.02 | Eisenerz 8.02 | Eisenerz 9.02 | Oberhof 1.03 | Oberhof 2.03 | Zakopane 20.03 | Zakopane 21.03 |
| Austria | Austria           | Austria            | Austria                      | Austria                      | Austria       | Austria      | Austria    | Austria    | Austria       | Austria       | Austria          | Austria          | Austria     | Austria     | Austria     | Austria         | Austria        | Austria        | Austria    | Austria    | Austria      | Austria      | Austria       | Austria       | Austria      | Austria      | Austria        | Austria        |
| --- | ----------------- | ------------------ | ---------------------------- | ---------------------------- | ------------- | ------------ | ---------- | ---------- | ------------- | ------------- | ---------------- | ---------------- | ----------- | ----------- | ----------- | --------------- | -------------- | -------------- | ---------- | ---------- | ------------ | ------------ | ------------- | ------------- | ------------ | ------------ | -------------- | -------------- |
| Niklas Bachlinger | 12                | 18                 | –                            | –                            | 1             | 3            | 11         | 9          | –             | –             | –                | –                | –           | –           | –           | 2               | 2              | 1              | 4          | 3          | –            | –            | –             | –             | –            | –            | –              | –              |
| Thomas Benedik | –                 | –                  | –                            | –                            | –             | –            | –          | –          | 33            | 33            | –                | –                | –           | –           | –           | –               | –              | –              | –          | –          | –            | –            | –             | –             | –            | –            | –              | –              |
| Erik Dölderer | –                 | –                  | –                            | –                            | –             | –            | –          | –          | 26            | dsq           | –                | –                | –           | –           | –           | –               | –              | –              | –          | –          | –            | –            | –             | –             | –            | –            | –              | –              |
| André Fussenegger | 3                 | 7                  | 6                            | 1                            | –             | –            | 4          | 4          | –             | –             | –                | –                | –           | –           | –           | 7               | 21             | 13             | –          | –          | 6            | 7            | 8             | 9             | –            | –            | –              | –              |
| David Gruber | –                 | –                  | –                            | –                            | –             | –            | –          | –          | –             | –             | –                | –                | –           | –           | –           | –               | –              | –              | –          | –          | –            | –            | 14            | 21            | –            | –            | –              | –              |
| David Haagen | –                 | –                  | 12                           | 11                           | 6             | 2            | –          | –          | –             | –             | –                | –                | –           | –           | –           | 11              | 6              | 6              | –          | –          | –            | –            | –             | –             | –            | –            | –              | –              |
| Lukas Haagen | –                 | –                  | 9                            | 7                            | 9             | 30           | –          | –          | –             | –             | –                | –                | –           | –           | –           | 12              | 12             | 14             | 14         | 13         | –            | –            | –             | –             | 7            | 22           | –              | –              |
| Fabian Held | –                 | –                  | 13                           | 13                           | –             | –            | –          | –          | –             | –             | –                | –                | –           | –           | –           | –               | –              | –              | –          | –          | –            | –            | –             | –             | –            | –            | –              | –              |
| Michael Hofer-Zauner | –                 | –                  | –                            | –                            | –             | –            | –          | –          | 5             | 5             | 6                | 11               | –           | –           | –           | –               | –              | –              | –          | –          | –            | –            | 34            | 38            | –            | –            | –              | –              |
| Nikolaus Humml | –                 | –                  | –                            | –                            | –             | –            | –          | –          | –             | –             | –                | –                | 7           | 4           | 1           | –               | –              | –              | –          | –          | –            | –            | –             | –             | 26           | 36           | –              | –              |
| Timon-Pascal Kahofer | 14                | 5                  | –                            | –                            | 5             | 6            | –          | –          | 4             | 8             | 2                | 3                | –           | –           | –           | 8               | 7              | 9              | –          | –          | –            | –            | 21            | 16            | –            | –            | –              | –              |
| Thomas Lackner | –                 | –                  | –                            | –                            | –             | –            | –          | –          | –             | –             | –                | –                | –           | –           | –           | –               | –              | –              | –          | –          | –            | –            | 7             | 15            | –            | –            | –              | –              |
| Lukas Laimer | –                 | –                  | –                            | –                            | –             | –            | –          | –          | 18            | 27            | –                | –                | –           | –           | –           | –               | –              | –              | –          | –          | –            | –            | –             | –             | –            | –            | –              | –              |
| Hannes Landerer | 1                 | 1                  | –                            | –                            | –             | –            | 5          | 7          | –             | –             | –                | –                | –           | –           | –           | –               | –              | –              | –          | –          | –            | –            | 5             | 2             | 33           | 21           | 11             | 7              |
| Clemens Leitner | –                 | –                  | –                            | –                            | –             | –            | 6          | 5          | –             | –             | –                | –                | –           | –           | –           | 30              | 5              | 3              | 1          | 8          | 1            | 8            | 6             | 1             | 1            | 3            | –              | –              |
| Elias Medwed | 59                | 41                 | –                            | –                            | –             | –            | –          | –          | 14            | 18            | 24               | 17               | –           | –           | –           | –               | –              | –              | 30         | 15         | 8            | 19           | 13            | 7             | 53           | 13           | –              | –              |
| Jannik Morin | –                 | –                  | –                            | –                            | –             | –            | –          | –          | –             | –             | –                | –                | –           | –           | –           | –               | –              | –              | –          | –          | –            | –            | 27            | 36            | –            | –            | –              | –              |
| Francisco Mörth | –                 | –                  | –                            | –                            | –             | –            | 25         | dns        | –             | –             | –                | –                | –           | –           | –           | –               | –              | –              | –          | –          | 3            | 2            | 2             | 3             | 4            | 4            | 1              | 6              |
| Markus Müller | –                 | –                  | 3                            | 4                            | –             | –            | 3          | 3          | –             | –             | –                | –                | –           | –           | –           | –               | –              | –              | –          | –          | –            | –            | –             | –             | –            | –            | –              | –              |
| Louis Obersteiner | –                 | –                  | –                            | –                            | 12            | 7            | –          | –          | 11            | 30            | 15               | 8                | –           | –           | –           | –               | –              | –              | –          | –          | 7            | 4            | 3             | 8             | –            | –            | 2              | 1              |
| Johannes Pölz | –                 | –                  | –                            | –                            | –             | –            | 14         | 12         | –             | –             | –                | –                | –           | –           | –           | –               | 13             | 12             | –          | –          | –            | –            | –             | –             | –            | –            | 45             | 10             |
| Stefan Rainer | 4                 | 4                  | –                            | –                            | –             | –            | 2          | 1          | –             | –             | 3                | 1                | –           | –           | –           | 4               | dsq            | 6              | 9          | 5          | –            | –            | –             | –             | 5            | 2            | 7              | 13             |
| David Rarej | –                 | –                  | –                            | –                            | –             | –            | –          | –          | –             | –             | –                | –                | –           | –           | –           | –               | –              | –              | –          | –          | –            | –            | 24            | 25            | –            | –            | –              | –              |
| Janni Reisenauer | 5                 | 6                  | 2                            | dsq                          | –             | –            | 7          | 6          | –             | –             | 5                | 5                | –           | –           | –           | 32              | –              | –              | –          | –          | –            | –            | –             | –             | –            | –            | –              | –              |
| Felix Resinger | –                 | –                  | –                            | –                            | –             | –            | –          | –          | 23            | 22            | –                | –                | –           | –           | –           | –               | –              | –              | –          | –          | –            | –            | –             | –             | –            | –            | –              | –              |
| Peter Resinger | 9                 | 17                 | –                            | –                            | 21            | 9            | –          | –          | 35            | 13            | 10               | 7                | –           | –           | –           | –               | –              | –              | 7          | 14         | 10           | 6            | 11            | 6             | –            | –            | 13             | 12             |
| Lukas Schönberger | –                 | –                  | –                            | –                            | –             | –            | –          | –          | –             | 25            | –                | –                | –           | –           | –           | –               | –              | –              | –          | –          | –            | –            | –             | –             | –            | –            | –              | –              |
| Julijan Smid | 2                 | 2                  | 1                            | 2                            | –             | –            | 1          | 2          | –             | –             | –                | –                | –           | –           | –           | –               | –              | –              | 2          | 1          | –            | –            | –             | –             | 3            | 1            | 6              | 8              |
| Jakob Steinberger | –                 | –                  | –                            | –                            | –             | –            | –          | –          | 8             | 9             | –                | –                | –           | –           | –           | –               | –              | –              | –          | –          | –            | –            | 19            | 14            | –            | –            | –              | –              |
| Simon Steinberger | –                 | –                  | 4                            | 18                           | 4             | 10           | –          | –          | –             | –             | –                | –                | –           | –           | –           | 1               | 1              | 2              | –          | –          | –            | –            | –             | –             | –            | –            | –              | –              |
| Clemens Vinatzer | –                 | –                  | 7                            | dsq                          | 10            | 4            | –          | –          | –             | –             | –                | –                | –           | –           | –           | –               | –              | –              | –          | –          | –            | –            | 22            | 33            | –            | –            | 22             | 16             |
| Kilian Weichselbraun | –                 | –                  | –                            | –                            | –             | –            | –          | –          | 24            | 25            | –                | –                | –           | –           | –           | –               | –              | –              | –          | –          | –            | –            | –             | –             | –            | –            | –              | –              |
| Matthias Wieser | –                 | –                  | –                            | –                            | –             | –            | –          | –          | –             | –             | –                | –                | 17          | 16          | 14          | –               | –              | –              | –          | –          | –            | –            | 15            | 10            | –            | –            | –              | –              |
| Ulrich Wohlgenannt | –                 | –                  | 8                            | 3                            | –             | –            | –          | –          | 2             | 1             | 1                | 2                | –           | –           | –           | –               | –              | –              | 5          | 2          | 4            | 1            | 3             | 11            | –            | –            | –              | –              |
| Marco Wörgötter | 18                | 15                 | –                            | –                            | 16            | 11           | –          | –          | 1             | 2             | 11               | 18               | –           | –           | –           | 9               | 11             | dsq            | 19         | 17         | 9            | 19           | 10            | 5             | 6            | 5            | 26             | 19             |
| Maximilian Zaller | –                 | –                  | –                            | –                            | –             | –            | –          | –          | –             | –             | –                | –                | –           | –           | –           | –               | –              | –              | –          | –          | 12           | 14           | 12            | 20            | –            | –            | –              | –              |
| Raffael Zimmermann | –                 | –                  | –                            | –                            | 7             | 1            | –          | –          | 6             | 12            | 13               | 14               | –           | –           | –           | –               | –              | –              | 15         | 11         | 2            | 5            | 1             | 4             | 2            | 8            | 4              | 9              |
| Chiny |                   |                    |                              |                              |               |              |            |            |               |               |                  |                  |             |             |             |                 |                |                |            |            |              |              |               |               |              |              |                |                |
| Lü Yixin | –                 | –                  | –                            | –                            | –             | –            | –          | –          | –             | –             | –                | –                | –           | –           | –           | –               | –              | –              | 34         | 41         | –            | –            | –             | –             | –            | –            | –              | –              |
| Ren Haoran | 57                | 70                 | –                            | –                            | –             | –            | –          | –          | –             | –             | –                | –                | 52          | 46          | 34          | –               | –              | –              | 55         | 49         | –            | –            | –             | –             | –            | –            | –              | –              |
| Song Qiwu | –                 | –                  | –                            | –                            | –             | –            | –          | –          | –             | –             | –                | –                | –           | –           | –           | –               | –              | –              | 27         | 27         | –            | –            | –             | –             | –            | –            | –              | –              |
| Zhen Weijie | 39                | 34                 | –                            | –                            | –             | –            | –          | –          | –             | –             | –                | –                | 22          | 17          | 11          | –               | –              | –              | 37         | dns        | –            | –            | –             | –             | –            | –            | –              | –              |
| Zheng Pengbo | 79                | 68                 | –                            | –                            | –             | –            | –          | –          | –             | –             | –                | –                | 50          | 50          | 42          | –               | –              | –              | 49         | 41         | –            | –            | 52            | 51            | –            | –            | –              | –              |
| Zhou Xiaoyang | 75                | 69                 | –                            | –                            | –             | –            | –          | –          | –             | –             | –                | –                | 36          | 44          | 53          | –               | –              | –              | –          | –          | –            | –            | –             | –             | –            | –            | –              | –              |
| Czechy |                   |                    |                              |                              |               |              |            |            |               |               |                  |                  |             |             |             |                 |                |                |            |            |              |              |               |               |              |              |                |                |
| Josef Buchar | –                 | –                  | 25                           | 26                           | 47            | 24           | –          | –          | –             | –             | –                | –                | –           | –           | –           | 60              | –              | –              | –          | –          | –            | –            | –             | –             | 76           | 77           | –              | –              |
| Jiří Černý | –                 | –                  | 40                           | 37                           | –             | –            | –          | –          | –             | –             | –                | –                | –           | –           | –           | –               | –              | –              | –          | –          | 33           | 37           | 29            | 35            | 68           | 74           | 63             | 54             |
| Benedikt Holub | –                 | –                  | 33                           | 17                           | –             | –            | 17         | 44         | 21            | 16            | –                | –                | –           | –           | –           | 54              | 35             | 42             | –          | –          | 44           | 55           | 54            | 30            | 40           | 63           | 55             | 48             |
| Filip Křenek | –                 | –                  | 41                           | 36                           | 54            | 60           | –          | –          | –             | –             | –                | –                | –           | –           | –           | 44              | 54             | 43             | 51         | 39         | 38           | 40           | –             | –             | 60           | 54           | 60             | 51             |
| Štěpán Kysel | –                 | –                  | –                            | –                            | –             | –            | –          | –          | –             | –             | –                | –                | –           | –           | –           | 53              | –              | –              | 44         | 44         | 36           | 54           | –             | –             | 66           | 53           | 64             | 58             |
| Jan Ošmera | –                 | –                  | 35                           | 32                           | 49            | 53           | –          | –          | –             | –             | –                | –                | –           | –           | –           | –               | –              | –              | –          | –          | –            | –            | –             | –             | –            | –            | –              | –              |
| David Rygl | –                 | –                  | 19                           | dsq                          | 43            | 34           | 21         | dsq        | –             | –             | –                | –                | –           | –           | –           | dsq             | 31             | 52             | 45         | 46         | 26           | 27           | –             | –             | –            | –            | 51             | 30             |
| Vojta Stolarz | –                 | –                  | 37                           | 35                           | 36            | 40           | –          | –          | –             | –             | –                | –                | –           | –           | –           | –               | –              | –              | –          | –          | –            | –            | –             | –             | –            | –            | –              | –              |
| Daniel Škarka | –                 | –                  | 38                           | 28                           | 48            | 34           | 40         | 37         | –             | –             | –                | –                | –           | –           | –           | 37              | 23             | 21             | 33         | 38         | 40           | 31           | –             | –             | –            | –            | 27             | 34             |
| Estonia |                   |                    |                              |                              |               |              |            |            |               |               |                  |                  |             |             |             |                 |                |                |            |            |              |              |               |               |              |              |                |                |
| Matias Aarna | –                 | –                  | –                            | –                            | –             | –            | –          | –          | –             | –             | –                | –                | 39          | 32          | 47          | –               | –              | –              | –          | –          | –            | –            | –             | –             | –            | –            | –              | –              |
| Fred Gustavson | –                 | –                  | –                            | –                            | –             | –            | –          | –          | –             | –             | –                | –                | 57          | 56          | 55          | –               | –              | –              | –          | –          | –            | –            | –             | –             | –            | –            | –              | –              |
| Andero Kapp | –                 | –                  | 39                           | 34                           | 56            | 51           | –          | –          | –             | –             | –                | –                | 21          | 22          | 49          | 57              | –              | –              | –          | –          | –            | –            | –             | –             | 50           | 36           | dsq            | 37             |
| Kevin Maltsev | –                 | –                  | 31                           | 23                           | 31            | 25           | –          | –          | –             | –             | –                | –                | 46          | 21          | 21          | –               | –              | –              | –          | –          | –            | –            | –             | –             | –            | –            | 71             | 61             |
| Martti Nõmme | –                 | –                  | –                            | –                            | –             | –            | –          | –          | –             | –             | –                | –                | 16          | 39          | 8           | –               | –              | –              | –          | –          | –            | –            | –             | –             | –            | –            | –              | –              |
| Karel Pastarus | –                 | –                  | –                            | –                            | –             | –            | –          | –          | –             | –             | –                | –                | 40          | 49          | 43          | –               | –              | –              | –          | –          | –            | –            | –             | –             | –            | –            | –              | –              |
| Ruubert Teder | –                 | –                  | –                            | –                            | –             | –            | –          | –          | –             | –             | –                | –                | 41          | 48          | 44          | –               | –              | –              | –          | –          | –            | –            | –             | –             | –            | –            | –              | –              |
| Kaimar Vagul | 8                 | dsq                | 10                           | 15                           | 33            | 7            | –          | –          | –             | –             | –                | –                | 5           | dns         | dns         | 17              | –              | –              | –          | –          | –            | –            | –             | –             | –            | –            | –              | –              |
| Finlandia |                   |                    |                              |                              |               |              |            |            |               |               |                  |                  |             |             |             |                 |                |                |            |            |              |              |               |               |              |              |                |                |
| Timi Heiskanen | –                 | –                  | –                            | –                            | –             | –            | –          | –          | –             | –             | –                | –                | 14          | 20          | 20          | –               | –              | –              | 47         | 29         | –            | –            | –             | –             | –            | –            | –              | –              |
| Veeti Hyvärinen | –                 | –                  | –                            | –                            | –             | –            | –          | –          | –             | –             | –                | –                | 48          | 53          | 46          | –               | –              | –              | dsq        | 54         | –            | –            | –             | –             | –            | –            | –              | –              |
| Aapeli Karislahti | –                 | –                  | –                            | –                            | –             | –            | –          | –          | –             | –             | –                | –                | 33          | 47          | 41          | –               | –              | –              | –          | –          | –            | –            | –             | –             | –            | –            | –              | –              |
| Eeli Keränen | –                 | –                  | –                            | –                            | –             | –            | –          | –          | –             | –             | –                | –                | 47          | 26          | 26          | –               | 39             | dsq            | 43         | 50         | –            | –            | –             | –             | –            | –            | –              | –              |
| Tuomas Kinnunen | –                 | –                  | –                            | –                            | –             | –            | –          | –          | –             | –             | –                | –                | 11          | 8           | 10          | –               | 36             | 36             | 21         | 32         | –            | –            | –             | –             | 24           | 27           | –              | –              |
| Tomas Kuisma | –                 | –                  | –                            | –                            | –             | –            | –          | –          | –             | –             | –                | –                | 4           | 10          | 15          | –               | –              | –              | 23         | 26         | –            | –            | –             | –             | 8            | 9            | –              | –              |
| Jere Kukkonen | –                 | –                  | –                            | –                            | –             | –            | –          | –          | –             | –             | –                | –                | 55          | 61          | 62          | –               | –              | –              | –          | –          | –            | –            | –             | –             | –            | –            | –              | –              |
| Jarkko Määttä | –                 | –                  | –                            | –                            | –             | –            | –          | –          | –             | –             | –                | –                | 15          | 24          | 28          | –               | –              | –              | –          | –          | –            | –            | –             | –             | –            | –            | –              | –              |
| Tuomas Meis | –                 | –                  | –                            | –                            | –             | –            | –          | –          | –             | –             | –                | –                | 34          | 36          | 29          | –               | –              | –              | 31         | 28         | –            | –            | –             | –             | 29           | 41           | –              | –              |
| Vilho Palosaari | –                 | –                  | –                            | –                            | –             | –            | –          | –          | –             | –             | –                | –                | –           | –           | –           | –               | –              | –              | 10         | 6          | –            | –            | –             | –             | –            | –            | –              | –              |
| Paavo Romppainen | –                 | –                  | –                            | –                            | –             | –            | –          | –          | –             | –             | –                | –                | –           | –           | –           | –               | –              | –              | 6          | 18         | –            | –            | –             | –             | –            | –            | –              | –              |
| Onni Kasperi Sivén | –                 | –                  | –                            | –                            | –             | –            | –          | –          | –             | –             | –                | –                | –           | –           | –           | –               | –              | –              | –          | –          | –            | –            | –             | –             | 51           | 75           | –              | –              |
| Riku Vartiainen | –                 | –                  | –                            | –                            | –             | –            | –          | –          | –             | –             | –                | –                | 49          | 51          | 38          | –               | 32             | 45             | 57         | 52         | –            | –            | –             | –             | dsq          | 67           | –              | –              |
| Aatu Ylimäki | –                 | –                  | –                            | –                            | –             | –            | –          | –          | –             | –             | –                | –                | –           | –           | –           | –               | –              | –              | 56         | 57         | –            | –            | –             | –             | –            | –            | –              | –              |
| Francja |                   |                    |                              |                              |               |              |            |            |               |               |                  |                  |             |             |             |                 |                |                |            |            |              |              |               |               |              |              |                |                |
| Alessandro Batby | 44                | 45                 | –                            | –                            | –             | –            | –          | –          | –             | –             | 18               | 19               | –           | –           | –           | 47              | –              | –              | –          | –          | –            | –            | –             | –             | 49           | 69           | –              | –              |
| Jules Chervet | –                 | –                  | –                            | –                            | –             | –            | –          | –          | –             | –             | –                | –                | –           | –           | –           | 26              | –              | –              | –          | –          | –            | –            | –             | –             | dsq          | 52           | 17             | 25             |
| Abel Clévy | 77                | 59                 | –                            | –                            | –             | –            | –          | –          | –             | –             | –                | –                | –           | –           | –           | –               | –              | –              | –          | –          | –            | –            | 51            | 52            | –            | –            | –              | –              |
| Matti Delaup | –                 | –                  | –                            | –                            | –             | –            | –          | –          | –             | –             | –                | –                | –           | –           | –           | –               | –              | –              | –          | –          | –            | –            | 57            | 57            | –            | –            | –              | –              |
| Pablo Donadini | 82                | 67                 | –                            | –                            | –             | –            | –          | –          | –             | –             | –                | –                | –           | –           | –           | –               | –              | –              | –          | –          | –            | –            | –             | –             | –            | –            | –              | –              |
| Julien Gay | 44                | 23                 | –                            | –                            | –             | –            | –          | –          | –             | –             | 16               | 9                | –           | –           | –           | 33              | –              | –              | –          | –          | –            | –            | 20            | 13            | 48           | 31           | 57             | 40             |
| Nathan Lecourt | 80                | 80                 | –                            | –                            | –             | –            | –          | –          | –             | –             | –                | –                | –           | –           | –           | –               | –              | –              | –          | –          | –            | –            | 50            | 49            | –            | –            | –              | –              |
| Amaël Marx | –                 | –                  | –                            | –                            | –             | –            | –          | –          | –             | –             | –                | –                | –           | –           | –           | –               | –              | –              | –          | –          | –            | –            | 56            | 54            | –            | –            | –              | –              |
| Faustin Moureaux | 49                | 42                 | –                            | –                            | –             | –            | –          | –          | –             | –             | 30               | dsq              | –           | –           | –           | 59              | –              | –              | –          | –          | –            | –            | –             | –             | 59           | 41           | 52             | 46             |
| Lorenzo Mugnier Cava | –                 | –                  | –                            | –                            | –             | –            | –          | –          | –             | –             | –                | –                | –           | –           | –           | –               | –              | –              | –          | –          | –            | –            | 55            | 53            | –            | –            | –              | –              |
| Anoki Pouradier | 43                | 38                 | –                            | –                            | –             | –            | –          | –          | –             | –             | 27               | 28               | –           | –           | –           | 56              | –              | –              | –          | –          | –            | –            | –             | –             | 39           | 29           | –              | –              |
| Ari Repellin | –                 | –                  | –                            | –                            | –             | –            | –          | –          | –             | –             | –                | –                | –           | –           | –           | 28              | –              | –              | –          | –          | –            | –            | –             | –             | 35           | 25           | 43             | dsq            |
| Maxence Rivière | –                 | –                  | –                            | –                            | –             | –            | –          | –          | –             | –             | –                | –                | –           | –           | –           | –               | –              | –              | –          | –          | –            | –            | 60            | 56            | –            | –            | –              | –              |
| Sébastien Woodbridge | 73                | dsq                | –                            | –                            | –             | –            | –          | –          | –             | –             | 29               | 31               | –           | –           | –           | –               | –              | –              | –          | –          | –            | –            | 32            | 41            | 72           | dsq          | –              | –              |
| Gruzja |                   |                    |                              |                              |               |              |            |            |               |               |                  |                  |             |             |             |                 |                |                |            |            |              |              |               |               |              |              |                |                |
| Alan Gobozowi | –                 | –                  | –                            | –                            | –             | –            | –          | –          | 31            | 29            | –                | –                | –           | –           | –           | –               | –              | –              | –          | –          | –            | –            | –             | –             | –            | –            | –              | –              |
| Timur Gobozowi | –                 | –                  | –                            | –                            | –             | –            | –          | –          | 36            | 35            | –                | –                | –           | –           | –           | –               | –              | –              | –          | –          | –            | –            | –             | –             | –            | –            | –              | –              |
| Japonia |                   |                    |                              |                              |               |              |            |            |               |               |                  |                  |             |             |             |                 |                |                |            |            |              |              |               |               |              |              |                |                |
| Tatsunao Kobayashi | –                 | –                  | –                            | –                            | –             | –            | –          | –          | –             | –             | –                | –                | –           | –           | –           | 46              | –              | –              | –          | –          | –            | –            | –             | –             | –            | –            | –              | –              |
| Keita Miyazaki | –                 | –                  | –                            | –                            | –             | –            | –          | –          | –             | –             | –                | –                | 23          | 34          | 17          | –               | –              | –              | –          | –          | –            | –            | –             | –             | –            | –            | –              | –              |
| Kanada |                   |                    |                              |                              |               |              |            |            |               |               |                  |                  |             |             |             |                 |                |                |            |            |              |              |               |               |              |              |                |                |
| Dyllon Crawford | 78                | 77                 | –                            | –                            | –             | –            | –          | –          | –             | –             | –                | –                | 64          | 54          | 57          | –               | dns            | dns            | –          | –          | –            | –            | –             | –             | –            | –            | –              | –              |
| Benjamin Leachman | 84                | 77                 | –                            | –                            | –             | –            | –          | –          | –             | –             | –                | –                | 61          | 59          | 61          | –               | –              | –              | –          | –          | –            | –            | –             | –             | –            | –            | –              | –              |
| Mitchell Penning | 67                | 72                 | –                            | –                            | –             | –            | –          | –          | –             | –             | 31               | 29               | 45          | 37          | 30          | –               | –              | –              | –          | –          | –            | –            | –             | –             | –            | –            | 69             | 67             |
| Tarik VanWieren | 61                | 60                 | –                            | –                            | –             | –            | –          | –          | –             | –             | 25               | 24               | 28          | 31          | 27          | –               | 47             | 34             | –          | –          | –            | –            | –             | –             | –            | –            | –              | –              |
| Kazachstan |                   |                    |                              |                              |               |              |            |            |               |               |                  |                  |             |             |             |                 |                |                |            |            |              |              |               |               |              |              |                |                |
| Magżan Amangieldyuły | 60                | 65                 | –                            | –                            | –             | –            | –          | –          | –             | –             | –                | –                | 27          | 30          | 25          | 52              | 44             | dsq            | 42         | 37         | –            | –            | –             | –             | –            | –            | –              | –              |
| Daniił Badienko | –                 | –                  | –                            | –                            | –             | –            | –          | –          | –             | –             | –                | –                | 53          | dsq         | 54          | 67              | 58             | 55             | –          | –          | 64           | 63           | –             | –             | 81           | 82           | 73             | 70             |
| Nikita Diewiatkin | 48                | 49                 | –                            | –                            | –             | –            | –          | –          | –             | –             | –                | –                | 26          | 15          | 19          | –               | 38             | 25             | 28         | 43         | –            | –            | –             | –             | 44           | 47           | 48             | 57             |
| Ilszat Kadyrow | 64                | 66                 | –                            | –                            | –             | –            | –          | –          | –             | –             | –                | –                | 62          | 42          | 48          | –               | 52             | 59             | –          | –          | –            | –            | –             | –             | –            | –            | –              | –              |
| Daniił Kalinkin | 72                | 64                 | –                            | –                            | –             | –            | –          | –          | –             | –             | –                | –                | 38          | 45          | 39          | 64              | 48             | 56             | –          | –          | 60           | 59           | –             | –             | 61           | 71           | 75             | 60             |
| Artiom Mieszkow | 58                | 58                 | –                            | –                            | –             | –            | –          | –          | –             | –             | –                | –                | 42          | 41          | 45          | dsq             | 51             | 51             | –          | –          | dsq          | 48           | –             | –             | 70           | 72           | 70             | 62             |
| Ilja Miziernych | 10                | 8                  | –                            | –                            | –             | –            | –          | –          | –             | –             | –                | –                | –           | –           | –           | –               | –              | –              | –          | –          | –            | –            | –             | –             | –            | –            | –              | –              |
| Sabirżan Muminow | –                 | –                  | –                            | –                            | –             | –            | –          | –          | –             | –             | –                | –                | –           | –           | –           | –               | 41             | 44             | 52         | 36         | –            | –            | –             | –             | –            | –            | 54             | 20             |
| Swiatosław Nazarienko | 41                | 29                 | –                            | –                            | –             | –            | –          | –          | –             | –             | –                | –                | –           | –           | –           | –               | 32             | 31             | 41         | dsq        | –            | –            | –             | –             | –            | –            | 50             | 50             |
| Leon Sztogrin | –                 | –                  | –                            | –                            | –             | –            | –          | –          | –             | –             | –                | –                | –           | –           | –           | 63              | –              | –              | –          | –          | –            | –            | –             | –             | –            | –            | –              | –              |
| Gleb Szylnikow | –                 | –                  | –                            | –                            | –             | –            | –          | –          | –             | –             | –                | –                | –           | –           | –           | 68              | –              | –              | –          | –          | –            | –            | –             | –             | –            | –            | –              | –              |
| Siergiej Tkaczenko | 30                | 53                 | –                            | –                            | –             | –            | –          | –          | –             | –             | –                | –                | 34          | 28          | 4           | –               | dsq            | 27             | 50         | 56         | –            | –            | –             | –             | 28           | 30           | 30             | 29             |
| Nurszat Tursunżanow | 73                | 61                 | –                            | –                            | –             | –            | –          | –          | –             | –             | –                | –                | 31          | 35          | 35          | –               | dsq            | 49             | 48         | 53         | 55           | 50           | –             | –             | –            | –            | –              | –              |
| Danił Wasiljew | 6                 | 10                 | –                            | –                            | –             | –            | –          | –          | –             | –             | –                | –                | –           | –           | –           | –               | –              | –              | –          | –          | –            | –            | –             | –             | –            | –            | –              | –              |
| Korea Południowa |                   |                    |                              |                              |               |              |            |            |               |               |                  |                  |             |             |             |                 |                |                |            |            |              |              |               |               |              |              |                |                |
| Jang Sun-woong | –                 | –                  | –                            | –                            | –             | –            | –          | –          | –             | –             | 26               | 26               | 8           | 14          | 13          | –               | –              | –              | –          | –          | 22           | 17           | 35            | 26            | –            | –            | –              | –              |
| Yang Seung-chan | –                 | –                  | –                            | –                            | –             | –            | –          | –          | –             | –             | –                | –                | –           | –           | –           | 62              | –              | –              | –          | –          | 59           | 52           | 48            | 50            | –            | –            | –              | –              |
| Łotwa |                   |                    |                              |                              |               |              |            |            |               |               |                  |                  |             |             |             |                 |                |                |            |            |              |              |               |               |              |              |                |                |
| Markuss Broks | –                 | –                  | –                            | –                            | –             | –            | –          | –          | –             | –             | –                | –                | 66          | 64          | 65          | –               | –              | –              | –          | –          | –            | –            | –             | –             | –            | –            | –              | –              |
| Kārlis Švēde | –                 | –                  | –                            | –                            | –             | –            | –          | –          | –             | –             | –                | –                | 65          | 63          | 64          | –               | –              | –              | –          | –          | –            | –            | –             | –             | –            | –            | –              | –              |
| Niemcy |                   |                    |                              |                              |               |              |            |            |               |               |                  |                  |             |             |             |                 |                |                |            |            |              |              |               |               |              |              |                |                |
| Ben Bayer | –                 | –                  | –                            | –                            | –             | –            | –          | –          | –             | –             | –                | –                | –           | –           | –           | dsq             | 9              | 8              | 13         | 10         | –            | –            | 17            | 18            | 13           | 16           | 28             | 31             |
| Lasse Deimel | 54                | 47                 | –                            | –                            | 35            | 27           | –          | –          | –             | –             | –                | –                | –           | –           | –           | –               | –              | –              | –          | –          | –            | –            | –             | –             | –            | –            | 49             | 32             |
| Jannik Faißt | –                 | –                  | –                            | –                            | –             | –            | –          | –          | –             | –             | –                | –                | –           | –           | –           | 6               | 15             | 18             | 8          | 16         | –            | –            | –             | –             | 14           | 7            | 19             | 35             |
| Felix Frischmann | –                 | –                  | –                            | –                            | –             | –            | –          | –          | –             | –             | –                | –                | –           | –           | –           | 38              | –              | –              | –          | –          | 49           | 39           | –             | –             | –            | –            | –              | –              |
| Louis Günther | 68                | 46                 | –                            | –                            | –             | –            | –          | –          | –             | –             | –                | –                | –           | –           | –           | –               | –              | –              | –          | –          | –            | –            | –             | –             | 74           | 68           | –              | –              |
| Martin Hamann | –                 | –                  | –                            | –                            | –             | –            | 13         | 31         | 13            | 7             | 4                | 4                | 1           | 1           | 5           | –               | –              | –              | –          | –          | –            | –            | –             | –             | 16           | 12           | 18             | 36             |
| Julian Hillmer | 29                | 49                 | –                            | –                            | –             | –            | –          | –          | –             | –             | –                | –                | –           | –           | –           | –               | –              | –              | –          | –          | 29           | 43           | 31            | 37            | 56           | 64           | –              | –              |
| Felix Hoffmann | –                 | –                  | –                            | –                            | –             | –            | 9          | 11         | 3             | 4             | –                | –                | –           | –           | –           | –               | –              | –              | –          | –          | –            | –            | –             | –             | –            | –            | –              | –              |
| Janne Holz | 28                | 40                 | –                            | –                            | 53            | 44           | –          | –          | –             | –             | –                | –                | –           | –           | –           | –               | –              | –              | –          | –          | –            | –            | –             | –             | 12           | 32           | –              | –              |
| Amadeus Horngacher | 52                | dsq                | –                            | –                            | –             | –            | –          | –          | –             | –             | –                | –                | –           | –           | –           | –               | –              | –              | –          | –          | –            | –            | –             | –             | –            | –            | –              | –              |
| Eric Hoyer | 21                | 9                  | –                            | –                            | –             | –            | 18         | 19         | 7             | 6             | 12               | 10               | –           | –           | –           | 21              | –              | –              | –          | –          | –            | –            | –             | –             | 22           | 19           | 41             | 41             |
| Robin Kloß | 17                | 11                 | –                            | –                            | 15            | dsq          | –          | –          | –             | –             | –                | –                | –           | –           | –           | 29              | –              | –              | 25         | 24         | –            | –            | –             | –             | 32           | 24           | 23             | dsq            |
| Yann Kullmann | –                 | –                  | –                            | –                            | –             | –            | –          | –          | –             | –             | –                | –                | –           | –           | –           | –               | –              | –              | –          | –          | –            | –            | –             | –             | 34           | 10           | –              | –              |
| Björn Kupke | 62                | 55                 | –                            | –                            | –             | –            | –          | –          | –             | –             | –                | –                | –           | –           | –           | –               | –              | –              | –          | –          | –            | –            | –             | –             | –            | –            | –              | –              |
| Elias Malcher | 40                | 52                 | –                            | –                            | 20            | 19           | –          | –          | –             | –             | –                | –                | –           | –           | –           | –               | –              | –              | –          | –          | 34           | 33           | dsq           | 39            | 43           | 23           | 61             | 53             |
| Otto Maus | 32                | 16                 | –                            | –                            | –             | –            | –          | –          | –             | –             | –                | –                | –           | –           | –           | 47              | –              | –              | 38         | 31         | 36           | 38           | –             | –             | 52           | 49           | –              | –              |
| Alex Reiter | 36                | 30                 | –                            | –                            | 44            | 52           | –          | –          | –             | –             | –                | –                | –           | –           | –           | 27              | –              | –              | –          | –          | –            | –            | –             | –             | –            | –            | –              | –              |
| Nando Riemann | 53                | 51                 | –                            | –                            | –             | –            | –          | –          | –             | –             | –                | –                | –           | –           | –           | –               | –              | –              | –          | –          | –            | –            | –             | –             | 56           | 48           | –              | –              |
| Luca Roth | –                 | –                  | –                            | –                            | –             | –            | –          | –          | –             | –             | –                | –                | –           | –           | –           | –               | –              | –              | –          | –          | –            | –            | –             | –             | 17           | 6            | –              | –              |
| Bastian Schmid | –                 | –                  | –                            | –                            | –             | –            | –          | –          | –             | –             | –                | –                | –           | –           | –           | –               | –              | –              | –          | –          | –            | –            | –             | –             | 65           | 72           | –              | –              |
| Constantin Schmid | –                 | –                  | –                            | –                            | –             | –            | –          | –          | –             | –             | –                | –                | –           | –           | –           | –               | –              | –              | –          | –          | –            | –            | –             | –             | 20           | 11           | –              | –              |
| Emanuel Schmid | 22                | 22                 | 5                            | 6                            | 3             | 5            | –          | –          | –             | –             | –                | –                | –           | –           | –           | 10              | –              | –              | 24         | 25         | –            | –            | 9             | 12            | 21           | 18           | 33             | 44             |
| Aaron Siegel | 50                | 26                 | –                            | –                            | –             | –            | –          | –          | –             | –             | –                | –                | –           | –           | –           | –               | –              | –              | –          | –          | 27           | 12           | –             | –             | 58           | 40           | –              | –              |
| Simon Steinbeißer | 20                | 3                  | 15                           | 8                            | 24            | 18           | 28         | 22         | 10            | 11            | 7                | 6                | –           | –           | –           | 22              | –              | –              | –          | –          | –            | –            | 42            | 40            | dsq          | 70           | –              | –              |
| Eric Stolz | –                 | –                  | –                            | –                            | –             | –            | –          | –          | –             | –             | –                | –                | –           | –           | –           | –               | –              | –              | –          | –          | –            | –            | –             | –             | 69           | 58           | –              | –              |
| Max Unglaube | 19                | 13                 | –                            | –                            | 19            | 28           | –          | –          | –             | –             | –                | –                | –           | –           | –           | 19              | –              | –              | 20         | 12         | –            | –            | –             | –             | 23           | 15           | 9              | 15             |
| Simon Vöhringer | 15                | 20                 | –                            | –                            | 34            | 23           | –          | –          | –             | –             | –                | –                | –           | –           | –           | –               | –              | –              | –          | –          | dsq          | 52           | –             | –             | –            | –            | –              | –              |
| Norwegia |                   |                    |                              |                              |               |              |            |            |               |               |                  |                  |             |             |             |                 |                |                |            |            |              |              |               |               |              |              |                |                |
| Johannes Årdal | –                 | –                  | –                            | –                            | –             | –            | –          | –          | –             | –             | –                | –                | –           | –           | –           | –               | 34             | 28             | –          | –          | –            | –            | –             | –             | –            | –            | –              | –              |
| Ivar Rief Armo | –                 | –                  | –                            | –                            | –             | –            | –          | –          | –             | –             | –                | –                | –           | –           | –           | –               | –              | –              | –          | –          | –            | –            | –             | –             | 82           | 85           | –              | –              |
| Sindre Trier Aslesen | –                 | –                  | –                            | –                            | –             | –            | –          | –          | –             | –             | –                | –                | –           | –           | –           | –               | –              | –              | 46         | 40         | –            | –            | –             | –             | –            | –            | 65             | 63             |
| Leonard Fageraas | –                 | –                  | –                            | –                            | –             | –            | –          | –          | –             | –             | –                | –                | 30          | 29          | 36          | –               | –              | –              | –          | –          | –            | –            | –             | –             | 30           | 28           | –              | –              |
| Fredrik Gran | –                 | –                  | –                            | –                            | –             | –            | –          | –          | –             | –             | –                | –                | –           | –           | –           | –               | 14             | 15             | 12         | 4          | –            | –            | –             | –             | –            | –            | –              | –              |
| Marcus Grønvold | –                 | –                  | –                            | –                            | –             | –            | –          | –          | –             | –             | –                | –                | –           | –           | –           | –               | 45             | 48             | –          | –          | –            | –            | –             | –             | 62           | 60           | –              | –              |
| Adrian Thon Gundersrud | –                 | –                  | –                            | –                            | –             | –            | –          | –          | –             | –             | –                | –                | –           | –           | –           | –               | 4              | 4              | –          | –          | –            | –            | –             | –             | –            | –            | –              | –              |
| Anders Håre | dns               | –                  | –                            | –                            | –             | –            | –          | –          | –             | –             | –                | –                | –           | –           | –           | –               | 8              | 11             | 11         | 9          | –            | –            | –             | –             | –            | –            | –              | –              |
| Tobias Haugelien | –                 | –                  | –                            | –                            | –             | –            | –          | –          | –             | –             | –                | –                | –           | –           | –           | –               | –              | –              | –          | –          | –            | –            | –             | –             | –            | –            | 72             | 68             |
| Simen Meen Haugeng | –                 | –                  | –                            | –                            | –             | –            | –          | –          | –             | –             | –                | –                | –           | –           | –           | –               | 53             | 41             | –          | –          | –            | –            | –             | –             | –            | –            | –              | –              |
| Bendik Jakobsen Heggli | dns               | –                  | –                            | –                            | –             | –            | –          | –          | –             | –             | –                | –                | –           | –           | –           | –               | –              | –              | –          | –          | –            | –            | –             | –             | –            | –            | –              | –              |
| Fredrik Homleid-Helland | –                 | –                  | –                            | –                            | –             | –            | –          | –          | –             | –             | –                | –                | –           | –           | –           | –               | –              | –              | –          | –          | –            | –            | –             | –             | 63           | 59           | –              | –              |
| Sindre Ulven Jørgensen | dns               | –                  | –                            | –                            | –             | –            | –          | –          | –             | –             | –                | –                | –           | –           | –           | –               | –              | –              | –          | –          | –            | –            | –             | –             | –            | –            | –              | –              |
| Henrik Kaiser | –                 | –                  | –                            | –                            | –             | –            | –          | –          | –             | –             | –                | –                | –           | –           | –           | –               | 37             | 35             | –          | –          | –            | –            | –             | –             | –            | –            | –              | –              |
| Karl Haugen Kleppa | –                 | –                  | –                            | –                            | –             | –            | –          | –          | –             | –             | –                | –                | –           | –           | –           | –               | 27             | 32             | –          | –          | –            | –            | –             | –             | –            | –            | –              | –              |
| Jo Krogstad | –                 | –                  | –                            | –                            | –             | –            | –          | –          | –             | –             | –                | –                | –           | –           | –           | –               | –              | –              | 53         | 48         | –            | –            | –             | –             | –            | –            | –              | –              |
| Isak Andreas Langmo | –                 | –                  | –                            | –                            | –             | –            | –          | –          | –             | –             | –                | –                | –           | –           | –           | –               | 10             | 10             | –          | –          | –            | –            | –             | –             | –            | –            | –              | –              |
| Alvin Le | –                 | –                  | –                            | –                            | –             | –            | –          | –          | –             | –             | –                | –                | 12          | 7           | 16          | –               | 28             | 39             | –          | –          | –            | –            | –             | –             | –            | –            | –              | –              |
| Sverre Kumar Lundeby | –                 | –                  | –                            | –                            | –             | –            | –          | –          | –             | –             | –                | –                | –           | –           | –           | –               | –              | –              | –          | –          | –            | –            | –             | –             | 64           | 55           | –              | –              |
| Walter Lundhaug | –                 | –                  | –                            | –                            | –             | –            | –          | –          | –             | –             | –                | –                | –           | –           | –           | –               | –              | –              | –          | –          | –            | –            | –             | –             | 67           | 84           | –              | –              |
| Jo Rømme Mellingsæter | –                 | –                  | –                            | –                            | –             | –            | –          | –          | –             | –             | –                | –                | –           | –           | –           | –               | 19             | 20             | dsq        | 21         | –            | –            | –             | –             | –            | –            | –              | –              |
| Oliver Moan | –                 | –                  | –                            | –                            | –             | –            | –          | –          | –             | –             | –                | –                | –           | –           | –           | –               | 55             | 54             | –          | –          | –            | –            | –             | –             | –            | –            | –              | –              |
| Iver Myhre | –                 | –                  | –                            | –                            | –             | –            | –          | –          | –             | –             | –                | –                | –           | –           | –           | –               | 16             | 19             | –          | –          | –            | –            | –             | –             | –            | –            | –              | –              |
| Sindre Nilsen | –                 | –                  | –                            | –                            | –             | –            | –          | –          | –             | –             | –                | –                | –           | –           | –           | –               | –              | –              | –          | –          | –            | –            | –             | –             | 71           | 76           | –              | –              |
| Martin Tonby Opsahl | –                 | –                  | 24                           | 25                           | –             | –            | –          | –          | –             | –             | –                | –                | –           | –           | –           | –               | 20             | 25             | –          | –          | –            | –            | –             | –             | –            | –            | –              | –              |
| Fabian Østvold | –                 | –                  | –                            | –                            | –             | –            | –          | –          | –             | –             | –                | –                | –           | –           | –           | –               | 29             | 24             | –          | –          | –            | –            | –             | –             | –            | –            | –              | –              |
| Sebastian Østvold | –                 | –                  | –                            | –                            | –             | –            | –          | –          | –             | –             | –                | –                | 5           | 5           | 3           | –               | –              | –              | –          | –          | –            | –            | –             | –             | –            | –            | –              | –              |
| Benjamin Pettersen | –                 | –                  | –                            | –                            | –             | –            | –          | –          | –             | –             | –                | –                | –           | –           | –           | –               | –              | –              | –          | –          | –            | –            | –             | –             | –            | –            | 58             | dsq            |
| Leon Skogstad Remme | –                 | –                  | –                            | –                            | –             | –            | –          | –          | –             | –             | –                | –                | –           | –           | –           | –               | –              | –              | –          | –          | –            | –            | –             | –             | dsq          | 86           | –              | –              |
| Lukas Sandberg | –                 | –                  | –                            | –                            | –             | –            | –          | –          | –             | –             | –                | –                | –           | –           | –           | –               | –              | –              | –          | –          | –            | –            | –             | –             | 75           | 80           | –              | –              |
| Richard Selbekk-Hansen | –                 | –                  | –                            | –                            | –             | –            | –          | –          | –             | –             | –                | –                | –           | –           | –           | –               | –              | –              | 35         | 34         | –            | –            | –             | –             | –            | –            | –              | –              |
| Brage Stensland-Larsen | –                 | –                  | –                            | –                            | –             | –            | –          | –          | –             | –             | –                | –                | 37          | 33          | 40          | –               | –              | –              | –          | –          | –            | –            | –             | –             | 77           | 61           | –              | –              |
| Sølve Jokerud Strand | dns               | –                  | –                            | –                            | –             | –            | –          | –          | –             | –             | –                | –                | –           | –           | –           | –               | –              | –              | –          | –          | –            | –            | –             | –             | –            | –            | –              | –              |
| Mats Strandbråten | dns               | 43                 | –                            | –                            | –             | –            | –          | –          | –             | –             | –                | –                | –           | –           | –           | –               | 24             | 36             | –          | –          | –            | –            | –             | –             | –            | –            | –              | –              |
| Jørgen Oliver Strøm | –                 | –                  | –                            | –                            | –             | –            | –          | –          | –             | –             | –                | –                | –           | –           | –           | –               | –              | –              | 18         | 19         | –            | –            | –             | –             | –            | –            | –              | –              |
| Nicolai Eriksen Sundal | –                 | –                  | 32                           | 33                           | –             | –            | –          | –          | –             | –             | –                | –                | 29          | 25          | 37          | –               | 49             | 29             | –          | –          | –            | –            | –             | –             | –            | –            | –              | –              |
| Odd Harald Svenningsen-Fjeld | –                 | –                  | –                            | –                            | –             | –            | –          | –          | –             | –             | –                | –                | 9           | 11          | 24          | –               | 22             | 22             | –          | –          | –            | –            | –             | –             | –            | –            | –              | –              |
| Fredrik Villumstad | dns               | –                  | –                            | –                            | –             | –            | –          | –          | –             | –             | –                | –                | –           | –           | –           | –               | –              | –              | –          | –          | –            | –            | –             | –             | –            | –            | –              | –              |
| Jakob Alvsåker Walseth | –                 | –                  | –                            | –                            | –             | –            | –          | –          | –             | –             | –                | –                | 25          | 19          | 31          | –               | 25             | 40             | –          | –          | –            | –            | –             | –             | –            | –            | –              | –              |
| Oscar P. Westerheim | –                 | –                  | –                            | –                            | –             | –            | –          | –          | –             | –             | –                | –                | –           | –           | –           | –               | dsq            | 33             | –          | –          | –            | –            | –             | –             | –            | –            | –              | –              |
| Polska |                   |                    |                              |                              |               |              |            |            |               |               |                  |                  |             |             |             |                 |                |                |            |            |              |              |               |               |              |              |                |                |
| Tymoteusz Amilkiewicz | –                 | –                  | –                            | –                            | 11            | –            | –          | –          | –             | –             | –                | –                | –           | –           | –           | –               | –              | –              | –          | –          | –            | –            | –             | –             | –            | –            | 20             | 27             |
| Szymon Byrski | 35                | 14                 | 22                           | 9                            | 2             | 12           | 8          | 8          | –             | –             | 19               | 25               | 2           | 2           | 6           | –               | –              | –              | 17         | 30         | 13           | 21           | –             | –             | –            | –            | 32             | 26             |
| Jakub Cembala | –                 | –                  | –                            | –                            | –             | –            | –          | –          | –             | –             | –                | –                | –           | –           | –           | –               | –              | –              | –          | –          | 53           | 51           | –             | –             | –            | –            | –              | –              |
| Dawid Dzioboń | –                 | –                  | 36                           | 22                           | 41            | 38           | –          | –          | –             | –             | –                | –                | –           | –           | –           | –               | –              | –              | –          | –          | –            | –            | –             | –             | –            | –            | –              | –              |
| Wiktor Fickowski | –                 | –                  | –                            | –                            | 50            | 45           | –          | –          | –             | –             | –                | –                | –           | –           | –           | –               | –              | –              | –          | –          | –            | –            | –             | –             | –            | –            | –              | –              |
| Jan Galica | –                 | –                  | 11                           | 16                           | –             | 17           | 19         | 14         | 17            | 15            | 23               | 22               | 13          | 9           | 7           | 25              | 18             | 30             | 32         | 35         | –            | –            | 33            | 32            | 27           | 44           | 37             | 28             |
| Mateusz Gruszka | –                 | –                  | 16                           | 19                           | 30            | 39           | –          | –          | –             | –             | –                | –                | –           | –           | –           | –               | –              | –              | –          | –          | 17           | 42           | 17            | 19            | 45           | 39           | –              | –              |
| Jan Habdas | –                 | –                  | –                            | –                            | –             | –            | –          | –          | –             | –             | –                | –                | –           | –           | –           | 42              | –              | –              | –          | –          | 47           | 44           | –             | –             | –            | –            | –              | –              |
| Szymon Jojko | 51                | 24                 | 18                           | 21                           | 22            | 20           | 26         | 33         | 9             | 20            | 17               | 19               | 18          | 18          | 18          | 31              | –              | –              | –          | –          | 30           | 41           | 36            | dsq           | –            | –            | –              | –              |
| Klemens Joniak | 26                | 36                 | –                            | –                            | 25            | –            | –          | –          | –             | –             | –                | –                | –           | –           | –           | –               | –              | –              | –          | –          | –            | –            | –             | –             | –            | –            | 24             | 17             |
| Franciszek Kiełbasa | –                 | –                  | –                            | –                            | –             | –            | –          | –          | –             | –             | –                | –                | –           | –           | –           | –               | –              | –              | –          | –          | 52           | 58           | –             | –             | –            | –            | –              | –              |
| Jarosław Krzak | 37                | 31                 | 17                           | 14                           | 13            | 32           | 41         | 27         | 20            | 17            | –                | –                | –           | –           | –           | 41              | –              | –              | –          | –          | –            | –            | 38            | 23            | 25           | 34           | –              | –              |
| Łukasz Łukaszczyk | –                 | –                  | –                            | –                            | 17            | 15           | 16         | 12         | –             | –             | –                | –                | 3           | 3           | 2           | –               | –              | –              | –          | –          | –            | –            | –             | –             | –            | –            | –              | –              |
| Mateusz Maciusiak | –                 | –                  | –                            | –                            | 59            | –            | –          | –          | –             | –             | –                | –                | –           | –           | –           | –               | –              | –              | –          | –          | –            | –            | –             | –             | –            | –            | –              | –              |
| Stanisław Majerczyk | –                 | –                  | –                            | –                            | –             | –            | –          | –          | –             | –             | –                | –                | –           | –           | –           | –               | –              | –              | –          | –          | 58           | dsq          | –             | –             | –            | –            | –              | –              |
| Mateusz Mysza | –                 | –                  | –                            | –                            | 29            | 29           | 43         | 42         | 27            | 21            | –                | –                | –           | –           | –           | –               | –              | –              | –          | –          | 39           | 36           | –             | –             | –            | –            | 53             | –              |
| Jakub Niemczyk | –                 | –                  | –                            | –                            | 57            | –            | –          | –          | –             | –             | –                | –                | –           | –           | –           | –               | –              | –              | –          | –          | –            | –            | –             | –             | –            | –            | –              | –              |
| Adam Niżnik | –                 | –                  | –                            | –                            | –             | –            | –          | –          | –             | –             | –                | –                | –           | –           | –           | –               | 43             | 38             | –          | –          | 11           | 9            | –             | –             | 9            | 20           | 12             | 38             |
| Michał Obtułowicz | –                 | –                  | –                            | –                            | –             | 22           | 39         | 43         | –             | –             | –                | –                | 32          | 12          | 9           | 45              | –              | –              | 39         | 45         | 44           | 28           | 40            | 34            | –            | –            | –              | –              |
| Karol Pieczarka | –                 | –                  | –                            | –                            | –             | –            | –          | –          | –             | –             | –                | –                | –           | –           | –           | –               | –              | –              | –          | –          | 56           | 56           | –             | –             | –            | –            | –              | –              |
| Tomasz Pilch | –                 | –                  | –                            | –                            | –             | –            | –          | –          | –             | –             | –                | –                | –           | –           | –           | –               | –              | –              | 16         | 23         | 18           | 18           | –             | –             | 11           | 17           | 25             | 33             |
| Szymon Sarniak | –                 | –                  | 27                           | 29                           | –             | 42           | 48         | 35         | –             | –             | –                | –                | –           | –           | –           | 20              | 42             | 22             | 26         | dsq        | –            | –            | –             | –             | –            | –            | –              | –              |
| Klemens Staszel | –                 | –                  | 28                           | 20                           | –             | 48           | 42         | 40         | –             | –             | –                | –                | –           | –           | –           | –               | –              | –              | –          | –          | 42           | 48           | –             | –             | –            | –            | –              | –              |
| Andrzej Stękała | 47                | 28                 | –                            | –                            | 23            | 16           | –          | –          | –             | –             | –                | –                | –           | –           | –           | –               | –              | –              | –          | –          | –            | –            | –             | –             | –            | –            | –              | –              |
| Wiktor Szozda | 55                | 32                 | –                            | –                            | 39            | 46           | –          | –          | –             | –             | –                | –                | –           | –           | –           | 23              | dsq            | 16             | 40         | 22         | 15           | 24           | –             | –             | –            | –            | 42             | –              |
| Kacper Tomasiak | 24                | 12                 | –                            | –                            | 14            | 14           | 23         | 39         | 15            | 3             | –                | –                | –           | –           | –           | –               | 17             | 17             | –          | –          | 5            | 3            | –             | –             | –            | –            | 10             | 18             |
| Konrad Tomasiak | –                 | –                  | –                            | –                            | 32            | 43           | –          | –          | –             | –             | –                | –                | –           | –           | –           | –               | –              | –              | –          | –          | 16           | 22           | 26            | 29            | –            | –            | 34             | dsq            |
| Szymon Urbański | –                 | –                  | –                            | –                            | –             | 56           | –          | –          | –             | –             | –                | –                | –           | –           | –           | –               | –              | –              | –          | –          | 50           | 32           | –             | –             | –            | –            | –              | –              |
| Kamil Waszek | –                 | –                  | 29                           | 27                           | 51            | 49           | –          | –          | –             | –             | –                | –                | –           | –           | –           | 49              | –              | –              | –          | –          | 51           | 46           | 44            | 45            | –            | –            | –              | –              |
| Wiktor Węgrzynkiewicz | –                 | –                  | 26                           | dsq                          | 52            | 55           | –          | –          | –             | –             | –                | –                | –           | –           | –           | –               | –              | –              | –          | –          | 54           | 60           | –             | –             | –            | –            | –              | 51             |
| Marcin Wróbel | 42                | 35                 | –                            | –                            | 26            | –            | –          | –          | –             | –             | 22               | 19               | 19          | 22          | 22          | –               | 26             | dsq            | 29         | 47         | 24           | 14           | 23            | 23            | 37           | 50           | –              | 47             |
| Wojciech Wróbel | –                 | –                  | –                            | –                            | 55            | 58           | –          | –          | –             | –             | –                | –                | –           | –           | –           | –               | –              | –              | –          | –          | –            | –            | –             | –             | –            | –            | –              | –              |
| Rumunia |                   |                    |                              |                              |               |              |            |            |               |               |                  |                  |             |             |             |                 |                |                |            |            |              |              |               |               |              |              |                |                |
| Daniel Cacina | –                 | –                  | –                            | –                            | –             | –            | –          | –          | –             | –             | –                | –                | –           | –           | –           | –               | –              | –              | –          | –          | 23           | 30           | –             | –             | –            | –            | 37             | 21             |
| Iustin Comănescu | 85                | 74                 | –                            | –                            | –             | –            | 47         | 46         | 30            | 34            | –                | –                | –           | –           | –           | –               | 56             | 58             | –          | –          | 62           | 62           | 53            | 55            | 80           | 81           | 73             | 69             |
| Alexandru Folea | –                 | –                  | –                            | –                            | 61            | 61           | 46         | 45         | 34            | 32            | –                | –                | –           | –           | –           | –               | 50             | 53             | –          | –          | 57           | 61           | 47            | 58            | 73           | 78           | 68             | 65             |
| Mircea Jipescu | 66                | 63                 | –                            | –                            | 58            | 53           | 45         | dsq        | 28            | 24            | –                | –                | –           | –           | –           | –               | 46             | 50             | –          | –          | 43           | 47           | 46            | 47            | 42           | 43           | 66             | 66             |
| Sorin Mitrofan | 63                | 37                 | –                            | –                            | –             | –            | –          | –          | –             | –             | –                | –                | –           | –           | –           | –               | –              | –              | –          | –          | 47           | 45           | –             | –             | 54           | 46           | 62             | 49             |
| Luca Spulber | –                 | –                  | –                            | –                            | –             | –            | –          | –          | –             | –             | –                | –                | –           | –           | –           | –               | 59             | 60             | –          | –          | –            | –            | 58            | 60            | 79           | 83           | –              | –              |
| Mihnea Spulber | –                 | –                  | –                            | –                            | –             | –            | –          | –          | –             | –             | –                | –                | –           | –           | –           | –               | –              | –              | –          | –          | 31           | 29           | –             | –             | –            | –            | –              | –              |
| Słowacja |                   |                    |                              |                              |               |              |            |            |               |               |                  |                  |             |             |             |                 |                |                |            |            |              |              |               |               |              |              |                |                |
| Erik Kapiaš | 80                | 73                 | –                            | –                            | 62            | 62           | –          | –          | –             | –             | –                | –                | –           | –           | –           | –               | –              | –              | –          | –          | –            | –            | –             | –             | –            | –            | –              | –              |
| Hektor Kapustík | 25                | 44                 | –                            | –                            | 37            | 36           | –          | –          | –             | –             | –                | –                | –           | –           | –           | –               | –              | –              | –          | –          | –            | –            | –             | –             | –            | –            | 29             | 42             |
| Jakub Karkalík | 83                | 76                 | –                            | –                            | dsq           | 59           | –          | –          | –             | –             | –                | –                | –           | –           | –           | –               | –              | –              | –          | –          | –            | –            | –             | –             | –            | –            | –              | –              |
| Słowenia |                   |                    |                              |                              |               |              |            |            |               |               |                  |                  |             |             |             |                 |                |                |            |            |              |              |               |               |              |              |                |                |
| Maksim Bartolj | –                 | –                  | –                            | –                            | –             | –            | dsq        | 24         | –             | –             | –                | –                | –           | –           | –           | –               | –              | –              | –          | –          | –            | –            | –             | –             | –            | –            | 15             | 14             |
| Nik Bergant Smerajc | –                 | –                  | –                            | –                            | –             | –            | –          | –          | –             | –             | –                | –                | –           | –           | –           | –               | –              | –              | –          | –          | 14           | 10           | –             | –             | 15           | 38           | –              | –              |
| Jan Bombek | –                 | –                  | –                            | –                            | –             | –            | 37         | 17         | –             | –             | –                | –                | –           | –           | –           | –               | –              | –              | –          | –          | –            | –            | –             | –             | –            | –            | –              | –              |
| Jaka Drinovec | dsq               | 54                 | –                            | –                            | 60            | 47           | 44         | 41         | –             | –             | –                | –                | –           | –           | –           | 51              | –              | –              | –          | –          | 35           | 25           | –             | –             | –            | –            | –              | –              |
| Taj Ekart | –                 | –                  | –                            | –                            | –             | –            | 29         | 28         | 29            | 19            | –                | –                | –           | –           | –           | 15              | –              | –              | –          | –          | –            | –            | –             | –             | 31           | 35           | –              | –              |
| Enej Faletič | 33                | 57                 | –                            | –                            | 27            | 21           | 32         | 30         | –             | –             | –                | –                | –           | –           | –           | 24              | –              | –              | –          | –          | 19           | 11           | –             | –             | 18           | dsq          | 16             | 43             |
| Nik Gostiša Lah | 56                | dsq                | 34                           | 24                           | 44            | 57           | 38         | 38         | –             | –             | –                | –                | –           | –           | –           | –               | –              | –              | –          | –          | 41           | 16           | –             | –             | –            | –            | 47             | dsq            |
| Teodor Igor Herbstritt | 69                | 39                 | –                            | –                            | 44            | 50           | 34         | 36         | –             | –             | –                | –                | –           | –           | –           | –               | –              | –              | –          | –          | –            | –            | –             | –             | –            | –            | –              | –              |
| Nejc Ingolič | –                 | –                  | –                            | –                            | –             | –            | –          | –          | –             | –             | –                | –                | –           | –           | –           | –               | –              | –              | 36         | 33         | 25           | 13           | –             | –             | 19           | 14           | 31             | 24             |
| Žiga Jančar | 34                | 19                 | 14                           | 5                            | 8             | 13           | 10         | 21         | –             | –             | –                | –                | –           | –           | –           | –               | –              | –              | –          | –          | –            | –            | –             | –             | –            | –            | 5              | 2              |
| Timotej Jeglič | –                 | –                  | –                            | –                            | –             | –            | –          | –          | 32            | 23            | –                | –                | –           | –           | –           | –               | –              | –              | –          | –          | –            | –            | –             | –             | –            | –            | –              | –              |
| Lovro Jelenc | –                 | –                  | –                            | –                            | –             | –            | –          | –          | –             | –             | –                | –                | –           | –           | –           | –               | –              | –              | –          | –          | –            | –            | 25            | 22            | –            | –            | –              | –              |
| Matic Jereb | –                 | –                  | –                            | –                            | –             | –            | –          | –          | 22            | 28            | –                | –                | –           | –           | –           | –               | –              | –              | –          | –          | –            | –            | –             | –             | –            | –            | –              | –              |
| Jaka Kramer | –                 | –                  | –                            | –                            | 40            | 40           | 36         | 25         | –             | –             | –                | –                | –           | –           | –           | 40              | –              | –              | –          | –          | 28           | 26           | 16            | 17            | 10           | 50           | –              | –              |
| Rok Masle | 23                | 27                 | –                            | –                            | –             | –            | 19         | 23         | –             | –             | –                | –                | –           | –           | –           | –               | –              | –              | –          | –          | –            | –            | –             | –             | –            | –            | 21             | 11             |
| Jakob Mivšek | –                 | –                  | –                            | –                            | –             | –            | –          | –          | –             | –             | –                | –                | –           | –           | –           | –               | –              | –              | –          | –          | –            | –            | 41            | 42            | –            | –            | –              | –              |
| Rok Oblak | –                 | –                  | –                            | –                            | –             | –            | –          | –          | –             | –             | –                | –                | –           | –           | –           | 5               | 3              | 5              | 3          | 7          | –            | –            | –             | –             | –            | –            | 8              | 3              |
| Gašper Presečnik | –                 | –                  | –                            | –                            | –             | –            | –          | –          | –             | –             | –                | –                | –           | –           | –           | –               | –              | –              | –          | –          | –            | –            | –             | –             | dsq          | 57           | –              | –              |
| Jernej Presečnik | –                 | –                  | 21                           | 12                           | –             | –            | 12         | 20         | –             | –             | –                | –                | –           | –           | –           | 50              | dns            | –              | –          | –          | –            | –            | –             | –             | –            | –            | –              | –              |
| Anej Razpotnik | –                 | –                  | –                            | –                            | –             | –            | –          | –          | –             | –             | –                | –                | –           | –           | –           | –               | –              | –              | –          | –          | –            | –            | 28            | 27            | 55           | 33           | –              | –              |
| Ažbe Remic | –                 | –                  | –                            | –                            | –             | –            | –          | –          | –             | –             | –                | –                | –           | –           | –           | –               | –              | –              | –          | –          | –            | –            | 49            | 44            | –            | –            | –              | –              |
| Marcel Stržinar | 27                | 33                 | 30                           | 31                           | –             | –            | 24         | 26         | –             | –             | –                | –                | –           | –           | –           | –               | –              | –              | –          | –          | –            | –            | –             | –             | –            | –            | –              | –              |
| Urban Šimnic | 46                | 25                 | –                            | –                            | 38            | 26           | dsq        | 15         | –             | –             | –                | –                | –           | –           | –           | 13              | –              | –              | –          | –          | –            | –            | –             | –             | –            | –            | 39             | dsq            |
| Matija Štemberger | –                 | –                  | –                            | –                            | –             | –            | –          | –          | dns           | dns           | –                | –                | –           | –           | –           | –               | –              | –              | –          | –          | –            | –            | –             | –             | –            | –            | –              | –              |
| Nejc Toporiš | –                 | –                  | –                            | –                            | –             | –            | 31         | 18         | 19            | –             | –                | –                | –           | –           | –           | –               | –              | –              | –          | –          | –            | –            | –             | –             | 38           | 26           | 44             | 44             |
| Andraž Vereš | –                 | –                  | –                            | –                            | –             | –            | 33         | 34         | –             | –             | –                | –                | –           | –           | –           | –               | –              | –              | –          | –          | –            | –            | 30            | 48            | –            | –            | –              | –              |
| Matija Vidic | –                 | –                  | 20                           | 10                           | –             | –            | 22         | 29         | –             | –             | –                | –                | –           | –           | –           | –               | –              | –              | 22         | 20         | –            | –            | –             | –             | 36           | 45           | 46             | 23             |
| Patrik Vitez | –                 | –                  | –                            | –                            | –             | –            | 34         | dsq        | 16            | 14            | –                | –                | –           | –           | –           | 35              | 30             | 47             | –          | –          | 21           | 34           | 44            | 31            | –            | –            | –              | –              |
| Mai Zakelšek | –                 | –                  | 23                           | 30                           | 18            | 33           | 15         | 16         | –             | –             | –                | –                | –           | –           | –           | 33              | –              | –              | –          | –          | 32           | dsq          | 43            | 42            | –            | –            | –              | –              |
| Gorazd Završnik | 31                | 56                 | –                            | –                            | 41            | 37           | 27         | 10         | 11            | 10            | dsq              | 16               | 10          | 6           | 12          | 55              | –              | –              | –          | –          | 20           | 23           | 37            | 46            | 46           | 56           | –              | –              |
| Ožbe Zupan | 65                | 48                 | –                            | –                            | 28            | 31           | 30         | 32         | 25            | 31            | –                | –                | –           | –           | –           | –               | –              | –              | –          | –          | 46           | 35           | 39            | 28            | –            | –            | –              | –              |
| Stany Zjednoczone |                   |                    |                              |                              |               |              |            |            |               |               |                  |                  |             |             |             |                 |                |                |            |            |              |              |               |               |              |              |                |                |
| Schuyler Clapp | –                 | –                  | –                            | –                            | –             | –            | –          | –          | –             | –             | –                | –                | 56          | 54          | 56          | –               | –              | –              | –          | –          | –            | –            | –             | –             | –            | –            | –              | –              |
| Maxim Glyvka | –                 | –                  | –                            | –                            | –             | –            | –          | –          | –             | –             | –                | –                | 44          | 40          | 51          | –               | 57             | 56             | –          | –          | –            | –            | –             | –             | –            | –            | 67             | 64             |
| Sawyer Graves | –                 | –                  | –                            | –                            | –             | –            | –          | –          | –             | –             | –                | –                | 24          | 27          | 32          | –               | –              | –              | –          | –          | –            | –            | –             | –             | –            | –            | –              | –              |
| Bryce Kloc | –                 | –                  | –                            | –                            | –             | –            | –          | –          | –             | –             | –                | –                | 20          | 13          | 23          | –               | –              | –              | –          | –          | –            | –            | –             | –             | –            | –            | 40             | 39             |
| Isaac Larson | –                 | –                  | –                            | –                            | –             | –            | –          | –          | –             | –             | –                | –                | 60          | 58          | 59          | –               | –              | –              | –          | –          | –            | –            | –             | –             | –            | –            | –              | –              |
| Henry Loher | –                 | –                  | –                            | –                            | –             | –            | –          | –          | –             | –             | –                | –                | 50          | 38          | 33          | –               | –              | –              | –          | –          | –            | –            | –             | –             | –            | –            | 56             | 59             |
| Isak Nichols | –                 | –                  | –                            | –                            | –             | –            | –          | –          | –             | –             | –                | –                | 59          | 60          | 57          | –               | –              | –              | –          | –          | –            | –            | –             | –             | –            | –            | –              | –              |
| Szwajcaria |                   |                    |                              |                              |               |              |            |            |               |               |                  |                  |             |             |             |                 |                |                |            |            |              |              |               |               |              |              |                |                |
| Simon Ammann | 38                | 21                 | –                            | –                            | –             | –            | –          | –          | –             | –             | –                | –                | –           | –           | –           | –               | –              | –              | –          | –          | –            | –            | –             | –             | –            | –            | –              | dns            |
| Elias Arnold | –                 | –                  | –                            | –                            | –             | –            | –          | –          | –             | –             | –                | –                | –           | –           | –           | 58              | –              | –              | –          | –          | –            | –            | –             | –             | 78           | 79           | –              | –              |
| Sandro Hauswirth | –                 | –                  | –                            | –                            | –             | –            | –          | –          | –             | –             | 21               | 30               | –           | –           | –           | 17              | –              | –              | –          | –          | –            | –            | –             | –             | –            | –            | 14             | 4              |
| Mauro Imhof | –                 | –                  | –                            | –                            | –             | –            | –          | –          | –             | –             | –                | –                | –           | –           | –           | 61              | –              | –              | –          | –          | –            | –            | –             | –             | dsq          | 66           | –              | –              |
| Remo Imhof | –                 | –                  | –                            | –                            | –             | –            | –          | –          | –             | –             | 20               | 23               | –           | –           | –           | 14              | –              | –              | –          | –          | –            | –            | –             | –             | –            | –            | 2              | 5              |
| Juri Kesseli | 13                | dns                | –                            | –                            | –             | –            | –          | –          | –             | –             | 14               | 15               | –           | –           | –           | 36              | –              | –              | –          | –          | –            | –            | –             | –             | –            | –            | 36             | 22             |
| Lars Künzle | –                 | –                  | –                            | –                            | –             | –            | –          | –          | –             | –             | –                | –                | –           | –           | –           | 65              | –              | –              | –          | –          | –            | –            | –             | –             | –            | –            | –              | –              |
| Lean Niederberger | 16                | dns                | –                            | –                            | –             | –            | –          | –          | –             | –             | 9                | 13               | –           | –           | –           | 16              | –              | –              | –          | –          | –            | –            | –             | –             | –            | –            | –              | –              |
| Marius Sieber | 71                | 62                 | –                            | –                            | –             | –            | –          | –          | –             | –             | 28               | 27               | –           | –           | –           | 39              | –              | –              | –          | –          | –            | –            | –             | –             | 41           | 62           | –              | –              |
| Noah Studer | –                 | –                  | –                            | –                            | –             | –            | –          | –          | –             | –             | –                | –                | –           | –           | –           | 43              | –              | –              | –          | –          | –            | –            | –             | –             | 47           | 65           | –              | –              |
| Felix Trunz | 7                 | dns                | –                            | –                            | –             | –            | –          | –          | –             | –             | –                | –                | –           | –           | –           | –               | –              | –              | –          | –          | –            | –            | –             | –             | –            | –            | –              | –              |
| Yanick Wasser | 11                | dns                | –                            | –                            | –             | –            | –          | –          | –             | –             | 8                | 12               | –           | –           | –           | 3               | –              | –              | –          | –          | –            | –            | –             | –             | –            | –            | –              | –              |
| Noel Woodtli | –                 | –                  | –                            | –                            | –             | –            | –          | –          | –             | –             | –                | –                | –           | –           | –           | 66              | –              | –              | –          | –          | –            | –            | –             | –             | –            | –            | –              | –              |
| Szwecja |                   |                    |                              |                              |               |              |            |            |               |               |                  |                  |             |             |             |                 |                |                |            |            |              |              |               |               |              |              |                |                |
| Rickard Nyström | –                 | –                  | –                            | –                            | –             | –            | –          | –          | –             | –             | –                | –                | 42          | 43          | 52          | –               | 40             | 46             | 54         | 51         | –            | –            | –             | –             | –            | –            | –              | –              |
| Ukraina |                   |                    |                              |                              |               |              |            |            |               |               |                  |                  |             |             |             |                 |                |                |            |            |              |              |               |               |              |              |                |                |
| Wasyl Buchonko | 76                | 71                 | –                            | –                            | –             | –            | –          | –          | –             | –             | –                | –                | 54          | 52          | 50          | dns             | –              | –              | 58         | 55         | 61           | 57           | –             | –             | –            | –            | –              | –              |
| Denys Cwietkow | 70                | 75                 | –                            | –                            | –             | –            | –          | –          | –             | –             | –                | –                | –           | –           | –           | –               | –              | –              | –          | –          | –            | –            | –             | –             | –            | –            | –              | –              |
| Witalij Druczkiw | –                 | –                  | –                            | –                            | –             | –            | –          | –          | –             | –             | –                | –                | 63          | 57          | 60          | –               | –              | –              | 59         | 58         | 63           | 64           | –             | –             | –            | –            | –              | –              |
| Dmytro Palijczuk | 87                | 81                 | –                            | –                            | –             | –            | –          | –          | –             | –             | –                | –                | 58          | 62          | 63          | dns             | –              | –              | 60         | 59         | 65           | 65           | –             | –             | –            | –            | –              | –              |
| Andrij Pełeszok | 86                | 79                 | –                            | –                            | –             | –            | –          | –          | –             | –             | –                | –                | –           | –           | –           | –               | –              | –              | –          | –          | –            | –            | –             | –             | –            | –            | –              | –              |
| Włochy |                   |                    |                              |                              |               |              |            |            |               |               |                  |                  |             |             |             |                 |                |                |            |            |              |              |               |               |              |              |                |                |
| Andrea Campregher | –                 | –                  | –                            | –                            | –             | –            | –          | –          | –             | –             | –                | –                | –           | –           | –           | –               | –              | –              | –          | –          | –            | –            | –             | –             | –            | –            | 35             | 56             |
| Maximilian Gartner | –                 | –                  | –                            | –                            | –             | –            | –          | –          | –             | –             | –                | –                | –           | –           | –           | –               | –              | –              | –          | –          | –            | –            | –             | –             | –            | –            | 59             | 55             |
| Martino Zambenedetti | –                 | –                  | –                            | –                            | –             | –            | –          | –          | –             | –             | –                | –                | –           | –           | –           | –               | –              | –              | –          | –          | –            | –            | 59            | 59            | –            | –            | –              | –              |
| Legenda |                   |                    |                              |                              |               |              |            |            |               |               |                  |                  |             |             |             |                 |                |                |            |            |              |              |               |               |              |              |                |                |
| 1-3 4-30 poniżej 30 dns – Zawodnik zgłoszony, nie wystartował w konkursie. dsq – Zawodnik został zdyskwalifikowany w konkursie – – Zawodnik nie został zgłoszony do konkursu. |                   |                    |                              |                              |               |              |            |            |               |               |                  |                  |             |             |             |                 |                |                |            |            |              |              |               |               |              |              |                |                |

## Klasyfikacja generalna
Stan po zakończeniu sezonu 2024/2025
| Miejsce | Zawodnik                     | Występy | Punkty |
| ------- | ---------------------------- | ------- | ------ |
| 1.      | Julijan Smid                 | 12      | 932    |
| 2.      | Ulrich Wohlgenannt           | 12      | 811    |
| 3.      | Stefan Rainer                | 15      | 785    |
| 4.      | Clemens Leitner              | 13      | 755    |
| 5.      | Raffael Zimmermann           | 16      | 742    |
| 6.      | Niklas Bachlinger            | 11      | 618    |
| 7.      | Marco Wörgötter              | 21      | 578    |
| 8.      | André Fussenegger            | 13      | 539    |
| 9.      | Francisco Mörth              | 9       | 526    |
| 10.     | Timon-Pascal Kahofer         | 13      | 492    |
| 11.     | Szymon Byrski                | 19      | 490    |
| 12.     | Louis Obersteiner            | 12      | 489    |
| 13.     | Hannes Landerer              | 10      | 476    |
| 14.     | Martin Hamann                | 13      | 471    |
| 15.     | Simon Steinberger            | 7       | 419    |
| 16.     | Peter Resinger               | 16      | 390    |
| 17.     | Rok Oblak                    | 7       | 338    |
| 18.     | Janni Reisenauer             | 9       | 331    |
| 19.     | Emanuel Schmid               | 15      | 321    |
| 19.     | Kacper Tomasiak              | 14      | 321    |
| 21.     | Žiga Jančar                  | 10      | 288    |
| 22.     | Simon Steinbeißer            | 17      | 286    |
| 23.     | David Haagen                 | 7       | 270    |
| 24.     | Łukasz Łukaszczyk            | 7       | 267    |
| 25.     | Jan Galica                   | 23      | 242    |
| 26.     | Lukas Haagen                 | 11      | 240    |
| 27.     | Markus Müller                | 4       | 230    |
| 28.     | Eric Hoyer                   | 13      | 219    |
| 29.     | Gorazd Završnik              | 19      | 202    |
| 30.     | Nikolaus Humml               | 5       | 191    |
| 31.     | Elias Medwed                 | 14      | 189    |
| 32.     | Jannik Faißt                 | 9       | 182    |
| 33.     | Ben Bayer                    | 11      | 172    |
| 34.     | Kaimar Vagul                 | 8       | 169    |
| 35.     | Tomas Kuisma                 | 7       | 166    |
| 36.     | Felix Hoffmann               | 4       | 163    |
| 37.     | Max Unglaube                 | 11      | 162    |
| 37.     | Remo Imhof                   | 5       | 162    |
| 39.     | Szymon Jojko                 | 20      | 161    |
| 40.     | Michael Hofer-Zauner         | 6       | 154    |
| 41.     | Sebastian Østvold            | 3       | 150    |
| 42.     | Clemens Vinatzer             | 8       | 145    |
| 43.     | Yanick Wasser                | 4       | 138    |
| 44.     | Adam Niżnik                  | 8       | 115    |
| 45.     | Anders Håre                  | 4       | 109    |
| 46.     | Jang Sun-woong               | 9       | 108    |
| 46.     | Johannes Pölz                | 6       | 108    |
| 48.     | Fredrik Gran                 | 4       | 106    |
| 49.     | Marcin Wróbel                | 19      | 104    |
| 50.     | Tuomas Kinnunen              | 9       | 103    |
| 51.     | Adrian Thon Gundersrud       | 2       | 100    |
| 52.     | Jarosław Krzak               | 15      | 95     |
| 53.     | Tomasz Pilch                 | 8       | 93     |
| 54.     | Sandro Hauswirth             | 5       | 92     |
| 55.     | Jakob Steinberger            | 4       | 91     |
| 56.     | Matthias Wieser              | 5       | 89     |
| 57.     | Enej Faletič                 | 13      | 86     |
| 58.     | Robin Kloß                   | 11      | 84     |
| 59.     | Julien Gay                   | 11      | 83     |
| 60.     | Lean Niederberger            | 4       | 79     |
| 61.     | Odd Harald Svenningsen-Fjeld | 5       | 78     |
| 62.     | Matija Vidic                 | 10      | 76     |
| 62.     | Alvin Le                     | 5       | 76     |
| 64.     | Maximilian Zaller            | 4       | 73     |
| 65.     | Jaka Kramer                  | 11      | 69     |
| 66.     | Mateusz Gruszka              | 10      | 68     |
| 67.     | Rok Masle                    | 6       | 66     |
| 67.     | Vilho Palosaari              | 2       | 66     |
| 67.     | Danił Wasiljew               | 2       | 66     |
| 70.     | Siergiej Tkaczenko           | 13      | 65     |
| 70.     | Jernej Presečnik             | 5       | 65     |
| 72.     | Michał Obtułowicz            | 13      | 63     |
| 72.     | Nejc Ingolič                 | 8       | 63     |
| 72.     | Juri Kesseli                 | 6       | 63     |
| 75.     | Nik Bergant Smerajc          | 4       | 60     |
| 76.     | Ilja Miziernych              | 2       | 58     |
| 77.     | Wiktor Szozda                | 12      | 55     |
| 78.     | Benedikt Holub               | 17      | 54     |
| 78.     | Luca Roth                    | 2       | 54     |
| 80.     | Mai Zakelšek                 | 11      | 53     |
| 80.     | Paavo Romppainen             | 2       | 53     |
| 82.     | Thomas Lackner               | 2       | 52     |
| 82.     | Isak Andreas Langmo          | 2       | 52     |
| 84.     | Urban Šimnic                 | 9       | 47     |
| 84.     | Zhen Weijie                  | 6       | 47     |
| 84.     | Martti Nõmme                 | 3       | 47     |
| 87.     | Patrik Vitez                 | 11      | 44     |
| 88.     | Nikita Diewiatkin            | 13      | 42     |
| 88.     | Timi Heiskanen               | 5       | 42     |
| 90.     | Maksim Bartolj               | 4       | 41     |
| 91.     | Fabian Held                  | 2       | 40     |
| 92.     | Bryce Kloc                   | 5       | 39     |
| 92.     | Tymoteusz Amilkiewicz        | 3       | 39     |
| 94.     | Felix Trunz                  | 1       | 36     |
| 95.     | Taj Ekart                    | 7       | 35     |
| 95.     | Simon Vöhringer              | 6       | 35     |
| 95.     | Constantin Schmid            | 2       | 35     |
| 98.     | Kevin Maltsev                | 9       | 34     |
| 99.     | Jo Rømme Mellingsæter        | 4       | 33     |
| 100.    | David Rygl                   | 15      | 32     |
| 100.    | Klemens Joniak               | 5       | 32     |
| 102.    | Elias Malcher                | 12      | 31     |
| 102.    | Szymon Sarniak               | 10      | 31     |
| 102.    | Konrad Tomasiak              | 8       | 31     |
| 102.    | Aaron Siegel                 | 6       | 31     |
| 106.    | Nejc Toporiš                 | 7       | 30     |
| 106.    | Martin Tonby Opsahl          | 4       | 30     |
| 108.    | David Gruber                 | 2       | 28     |
| 109.    | Iver Myhre                   | 2       | 27     |
| 110.    | Andrzej Stękała              | 4       | 26     |
| 110.    | Jarkko Määttä                | 3       | 26     |
| 110.    | Yann Kullmann                | 2       | 26     |
| 113.    | Daniel Škarka                | 15      | 25     |
| 113.    | Alessandro Batby             | 7       | 25     |
| 113.    | Janne Holz                   | 6       | 25     |
| 113.    | Jules Chervet                | 5       | 25     |
| 113.    | Jørgen Oliver Strøm          | 2       | 25     |
| 118.    | Jakob Alvsåker Walseth       | 5       | 24     |
| 119.    | Nik Gostiša Lah              | 12      | 22     |
| 119.    | Keita Miyazaki               | 3       | 22     |
| 121.    | Tarik VanWieren              | 9       | 20     |
| 122.    | Andero Kapp                  | 12      | 19     |
| 122.    | Daniel Cacina                | 4       | 19     |
| 124.    | Mateusz Mysza                | 9       | 18     |
| 124.    | Josef Buchar                 | 7       | 18     |
| 126.    | Marcel Stržinar              | 6       | 17     |
| 126.    | Lukas Laimer                 | 2       | 17     |
| 126.    | Felix Resinger               | 2       | 17     |
| 129.    | Otto Maus                    | 9       | 15     |
| 129.    | Lovro Jelenc                 | 2       | 15     |
| 131.    | Klemens Staszel              | 7       | 14     |
| 131.    | Jan Bombek                   | 2       | 14     |
| 133.    | Ožbe Zupan                   | 12      | 13     |
| 133.    | David Rarej                  | 2       | 13     |
| 133.    | Kilian Weichselbraun         | 2       | 13     |
| 136.    | Matic Jereb                  | 2       | 12     |
| 137.    | Magżan Amangieldyuły         | 10      | 11     |
| 137.    | Sabirżan Muminow             | 6       | 11     |
| 137.    | Sawyer Graves                | 3       | 11     |
| 140.    | Mircea Jipescu               | 18      | 10     |
| 140.    | Nicolai Eriksen Sundal       | 7       | 10     |
| 140.    | Eeli Keränen                 | 7       | 10     |
| 140.    | Simon Ammann                 | 2       | 10     |
| ...     |                              |         |        |